# Joan Martinez-Alier
Joan Martinez-Alier (Barcelona, Espanha - 1939) é um economista e cientista político catalão. É professor da Universidade Autônoma de Barcelona desde 1975. Foi um membro fundador, membro de conselho e presidente da Sociedade Internacional de Economia Ecológica. Autor prolifico, é reconhecido como uma figura central da Economia Ecológica e um dos articuladores da corrente de ecologia política que se denomina Ecologismo dos pobres, ou ecologismo popular.

## Trajetória acadêmica
Joan Martinez-Alier nasceu em 1939 na cidade de Barcelona, sob o regime franquista. Fez sua graduação em economia na Universidade de Barcelona, e uma pós-graduação economia agrária na Universidade de Oxford. Recebeu seu Phd na Universidade Autônoma de Barcelona. Foi professor visitante em várias universidade global, como a Universidade Estadual de Campinas, a Universidade Livre de Berlim, a Universidade de Stanford e Yale, entre outras.
Foi membro fundador, membro do conselho e presidente da Sociedade Internacional de Economia Ecológica, como também membro do conselho das revistas Ecological Economics, Environmental Values, Journal of Agrarian Change e Journal of Peasant Studies. É, desde 1975, professor da Universidade Autônoma de Barcelona.

## Pensamento
Depois de seus primeiros trabalhos, Martinez-Alier iniciou um estudo da história das contestações sociais e econômicas do capitalismo industrial, assumindo uma matriz heterodoxa e divergente da crítica hegemônica leninista. Nesse periodo ele inicia uma valorização da organização comunitária camponesa e indígena, no caso de seus estudos sobre o Peru e américa latina em geral, nesses processos de luta social, contrariando a ênfase partidária e vanguardista hegemônica.
Ele se dedicou à trabalhar numa mediação entre as contestação sociais do Sul global e compreensão e preocupação ecológica que se consolidava ao longo da década de 1980. Dessa experiência Alier inicia seu esforço de distinguir e conceituar as grandes correntes e modelos de ecologismo, especialmente aquelas surgidas nos países industriais, para torná-las objetos de sua crítica econômica e política. Diferencia portanto o culto do selvagem e o evangelho da eco-eficiência enquanto duas correntes marcantes da história e pré-história do ambientalismo, em colaboração com Ramachandra Guha. Esse primeiro tipo visa, segundo Alier, conservar pedaços de natureza em estado selvagem, e protegê-las da sociedade industrial em crescimento, movido por valores ético e estéticos. Marcante também é sua atitude de displicência em relação ao sistema econômico vigente no exterior da natureza selvagem, considerando que é preciso conservá-la da sociedade em geral. Joan critica enfaticamente uma tese à que o culto do selvagem se encontra frequentemente vinculado, chamado de pós-materialista, segundo o qual a preocupação ambiental é própria de sociedade desenvolvidas que já tem satisfeitas as necessidades mais básicas, ideia que tenta limitar a existência de mobilizações ecológicas aos países do Norte global apenas.
O Evangelho da eco-eficiência, por outro lado, "acredita no 'desenvolvimento sustentável', na 'modernização ecológica', na 'boa utilização' dos recursos", ou seja, visa conciliar a demanda do crescimento econômico capitalista com uma gestão técnica dos ecossistemas. Não vislumbra, portanto, nenhuma crítica à lógica do crescimento econômico vigente.

## Obras
- 1968: La Estabilidad del latifundismo análisis de la interdependencia entre relaciones de producción y conciencia social en la agricultura latifundista de la campiña de Córdoba
- 1971: Labourers and Landowners in Southern Spain
- 1972: Cuba: economía y sociedad (con Verena Stolcke)
- 1973: Los huacchilleros del Perú
- 1977: Haciendas, Plantations and Collective Farms (Cuba and Peru)
- 1984: L'Ecologisme i l'economia
- 1987: Ecological economics: energy, environment and society
- 1991: La economía y la ecología (con Klaus Schlüpmann)
- 1992: De la economía ecológica al ecologismo popular
- 1996: Getting down to earth: practical applications of ecological economics (editado con Robert Costanza y Olman Segura)
- 1997: Pobreza, desarrollo y medio ambiente. VVAA
- 1997: Varieties of environmentalism. Essays North and South (con Ramachandra Guha)
- 1999: Introducció a l'economia ecològica
- 2000: Economía ecológica y política ambiental (con Jordi Roca i Jusmet), tercera edición revisada, 2013.
- 2001: Naturaleza transformada. Estudios de Historia Ambiental en España (con Manuel González de Molina)
- 2002:  The Environmentalism of the Poor: A study of ecological conflicts and valuation.
- 2003: ¿Quién debe a quién? deuda ecológica y deuda externa (con Arcadi Oliveras)
- 2005: El Ecologismo de los pobres: conflictos ambientales y lenguajes de valoración.
- 2007:  Rethinking Environmental History: World-Systems History and Global Environmental Change (editado con Alf Hornborg y John Mc Neill)
- 2008: Recent Developments in Ecological Economics 2 vols. (editado con Inge Ropke)
- 2010: El Ecologismo de los pobres: conflictos ambientales y lenguajes de valoración nueva edición aumentada y publicada en Perú por Espiritrompa Ediciones y en Barcelona por Editorial Icaria (2011).
- 2012: Ecological economics from the ground up (con H.Healy et al)
- 2015: Handbook of Ecological Economics (editado con Roldan Muradian)

### Em português
- (1996): Economia ecologica, Universidade Federal do Rio Grande do Sul, Programa de Pós-Graduação em Economia.
- (2007): O Ecologismo dos Pobres [tradução Maurício Waldman]. São Paulo: Contexto